# لندز اند
longitudeلندز اندlatitudeلندز اند
لندز اِند یکی از تفرجگاه‌ها در غرب کرنوال انگلستان است.

## نگارخانه

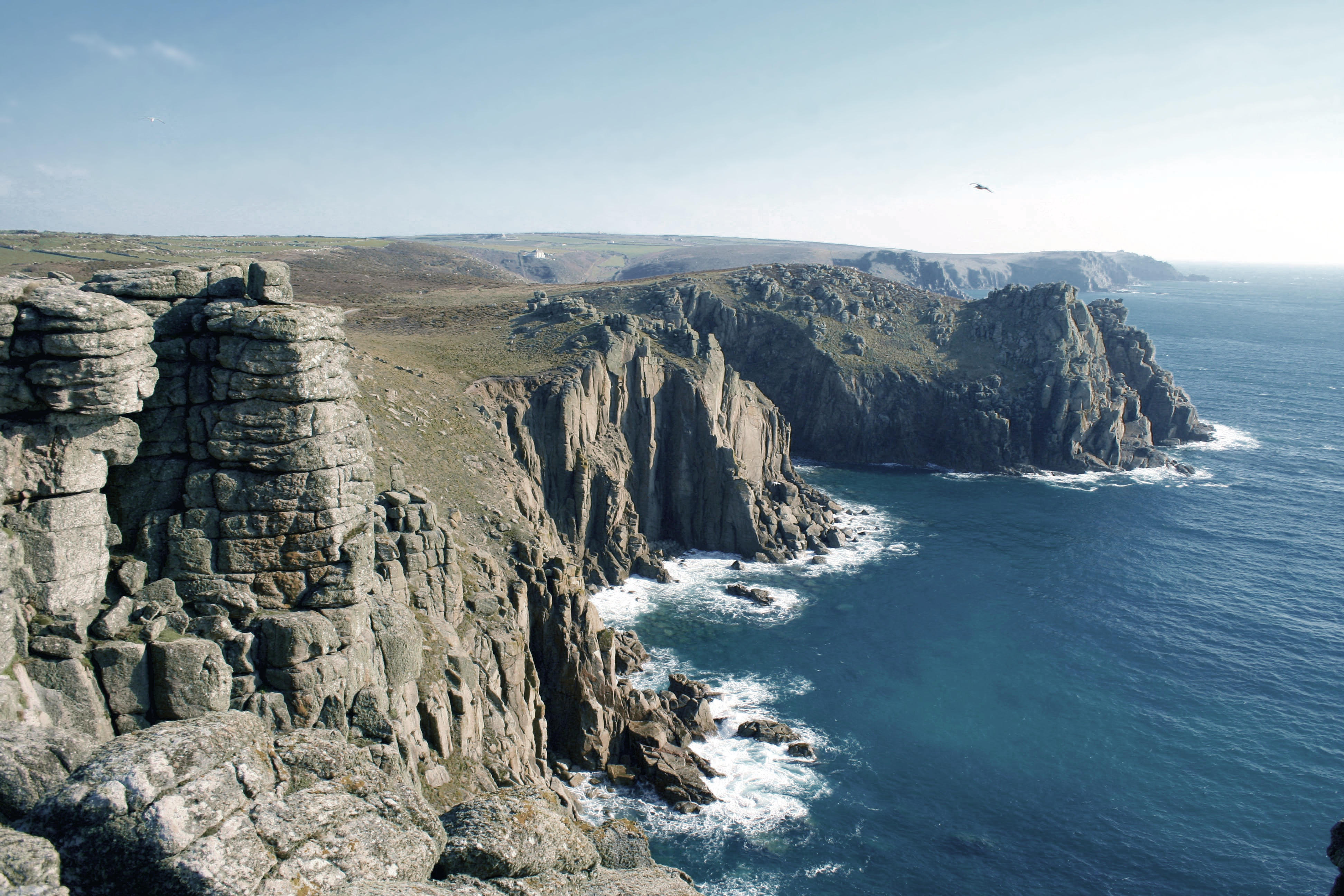
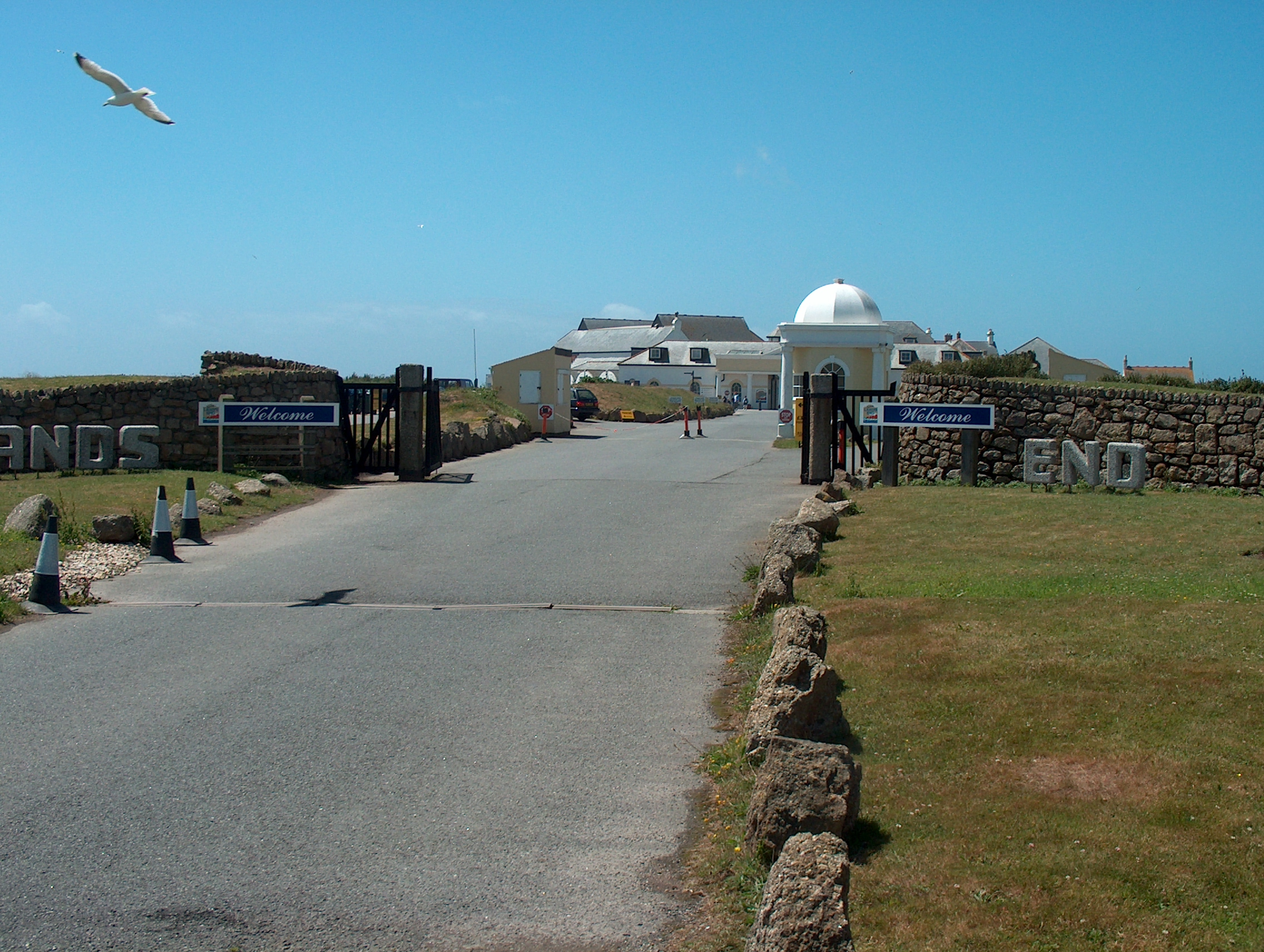
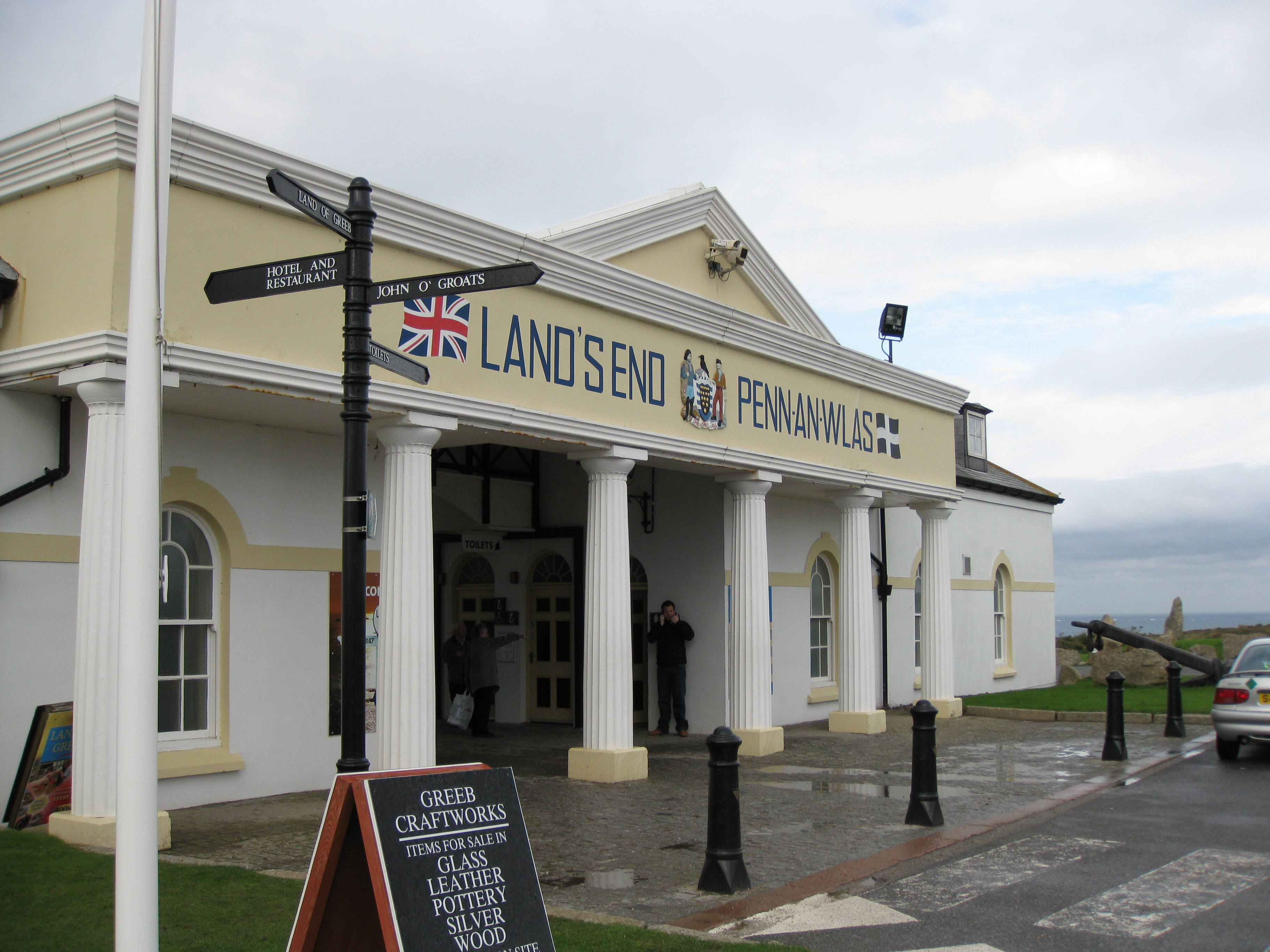
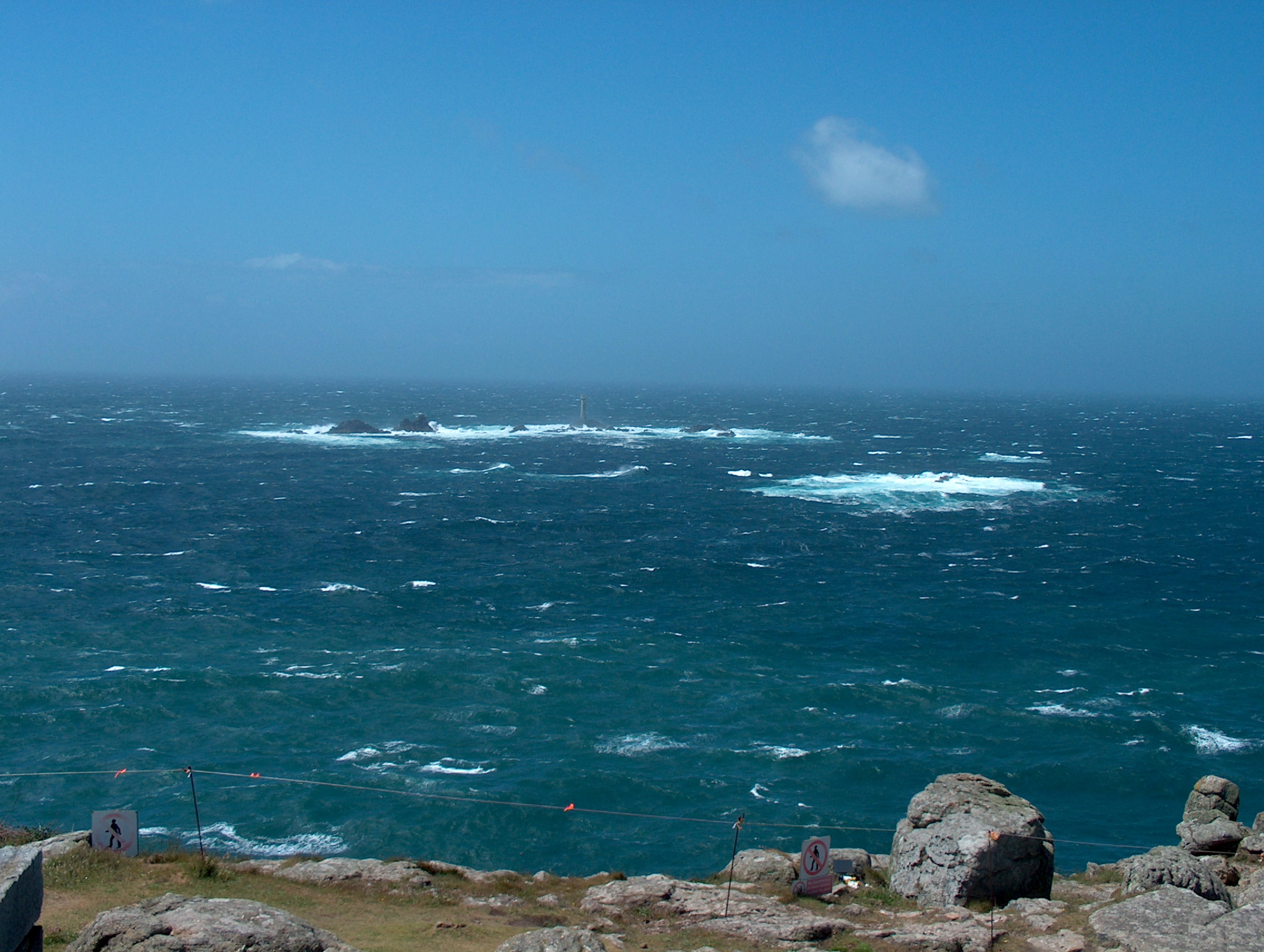
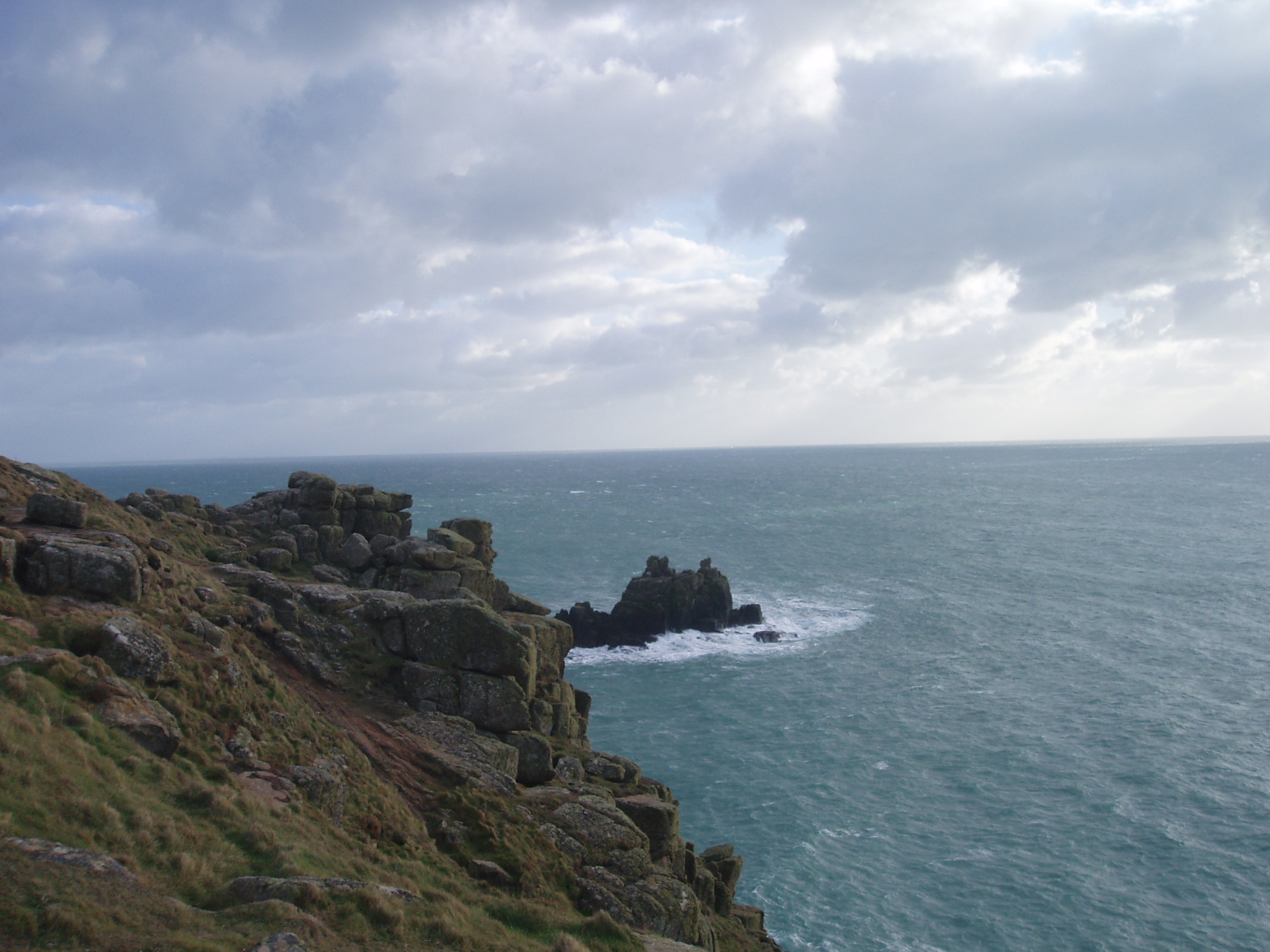
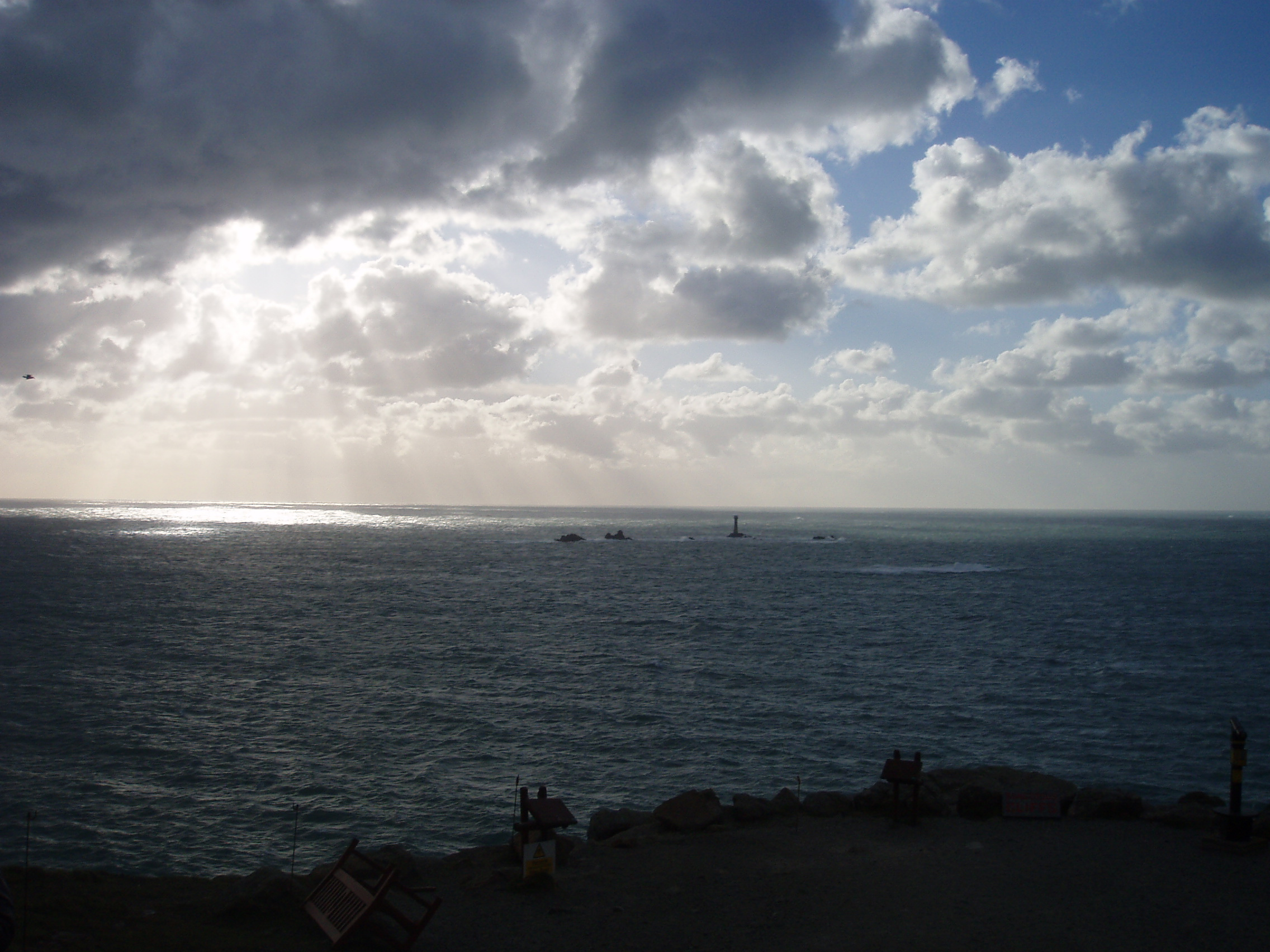
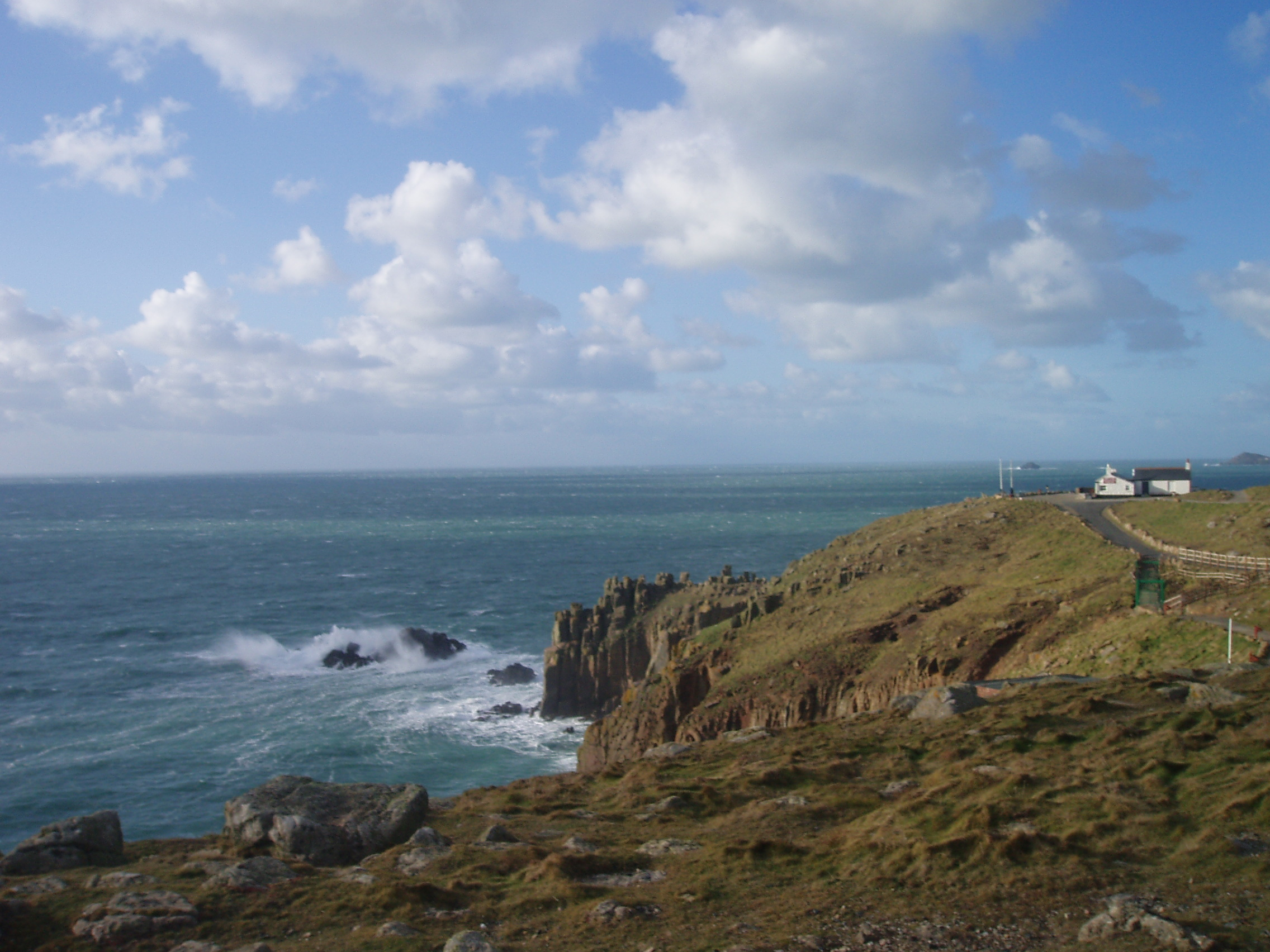
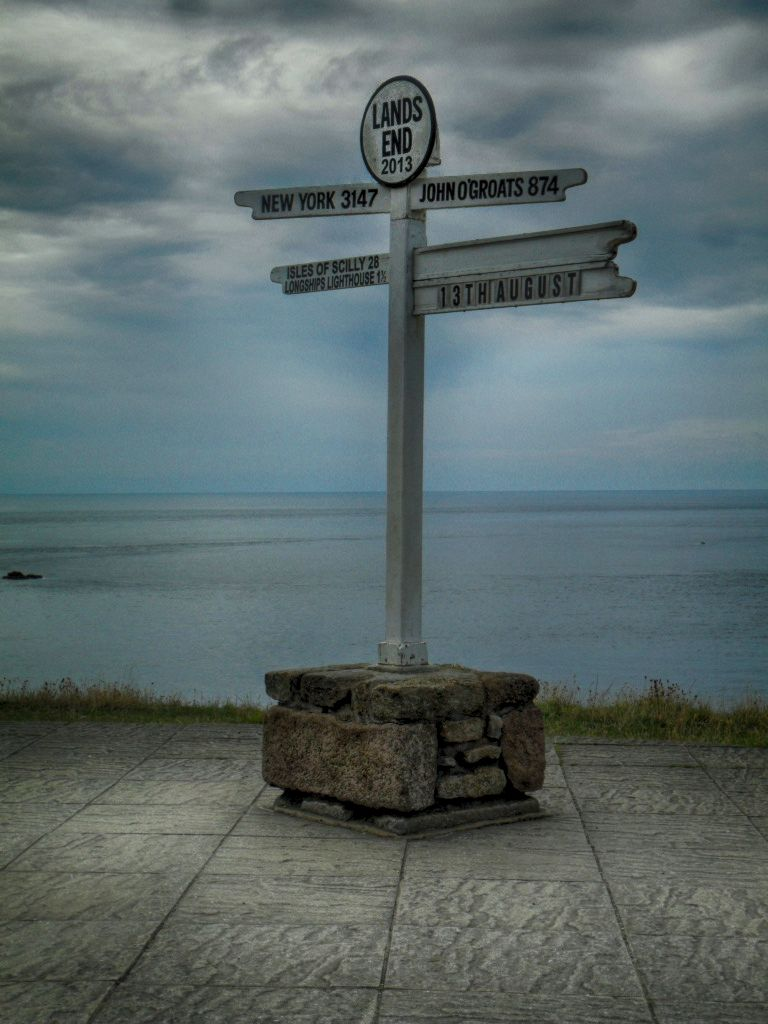